# Buschfeuer in Victoria 1851
Das Buschfeuer in Victoria 1851 (in Australien Black Thursday genannt) ereignete sich am 6. Februar 1851 in Victoria. Es war das größte Buschfeuer, das sich bis dahin in einer von Europäern bevölkerten Region Australiens ereignet hatte. Es verbrannten 50.000 km² Land und 12 Menschen, über eine Million Schafe und tausende von Rindern kamen ums Leben.
Die von dem Feuer betroffenen Gebiete lagen um Portland, Westernport und im Plenty Ranges sowie im Wimmera- und im Dandenong-Distrikt. Das verbrannte Gebiet erstreckte sich über ein Viertel des Bundeslandes Victoria.
Bereits im Jahr 1850 gab es eine große Hitze und Trockenheit, Bäche und Billabongs trockneten aus und Schafe und Rinder verdursteten, die Sonne verbrannte die Graslandschaften, Gebüsch und Bäume vertrockneten. Als der australische Sommer weiter fortschritt, steigerte sich diese Entwicklung. Am Morgen des 6. Februar 1851 entstand starker Wind, der sich zu einem Tornado entwickelte.
Feuer brach aus und Männer, Frauen und Kinder, Schafe und Rinder, Vögel und Schlangen flohen vor den Feuern in großer Panik, Farmhäuser, Zäune, Gärten, Scheunen und Brücken brannten. Die Luft war erfüllt von Rauch, der sich auch bis über das Meer hinaus erstreckte, wie von Schiffen berichtet wurde.